# Транспортна робота
Транспортна робота (англ. transport operation, transport performance; нім. Transportarbeit f) — 
- 1. Транспортні роботи — сукупність робіт із переміщення різних вантажів за допомогою транспортних засобів.
- 2. Розрахунковий показник, що характеризує вантажообіг підприємств трубопровідного транспортування нафти, газу, гідросуміші, суспензії тощо та враховує як обсяг перекачування (перепомповування), так і відстань транспортування:

Qтр = ΣQi Li ,
де Qі — кількість нафти, нафтопродуктів, газу і т.і., яка подана і-му споживачу; Li — відстань транспортування до і-го споживача.